# 20. julij
20. julij je 201. dan leta (202. v prestopnih letih) v gregorijanskem koledarju. Ostaja še 164 dni.

## Dogodki
- 1304 – Edvard I. Angleški zaduši še zadnji upor na gradu Stirling (Škotska)
- 1402 – v bitki pri Ankari Mongoli premagajo Turke
- 1810 – Kolumbija razglasi neodvisnost od Španije
- 1833 – nasprotniki mormonov uničijo Knjigo zapovedi v tisku
- 1866 – v bitki pri Visu avstro-ogrska mornarica premaga italijansko
- 1871 – Britanska Kolumbija se pridruži kanadski konfederaciji
- 1877 – vojska zaduši delavske nemire v Baltimoru, pri čemer umre 9 ljudi
- 1881 – siouški poglavar Sedeči bik se skupaj z zadnjimi bojevniki preda ameriški vojski
- 1917 – Jugoslovanski komite in Kraljevina Srbija podpišeta krfsko deklaracijo, ki omogoči nastanek Jugoslavije
- 1923 – v Trbovljah se prične splošna rudarska stavka
- 1942 – Rdeča armada odbije nemški napad pri Voronežu na Donu
- 1944 – neuspel atentat na Hitlerja
- 1951 – v Jeruzalemu izveden atentat na jordanskega kralja Abdulaha Ibn Huseina
- 1960 – Šrilančanka Sirimavo Bandaranaike postane prva ženska predsednica vlade na svetu
- 1969 – Neil Armstrong in Edwin Aldrin kot prva človeka stopita na Luno
- 1974 – turške enote vdrejo na Ciper
- 1979 – Viking 1 pristane na Marsu
- 1982 – IRA izvede bombni napad v Londonu, ki zahteva 8 človeških in 7 konjskih življenj
- 1985 – nedaleč od Key Westa (Florida) odkrita potopljena španska ladja Nuestra Señora de Atocha iz leta 1622
- 1992:
  - Václav Havel odstopi s položaja češkoslovaškega predsednika
  - iz Atlantika izvlečejo ostanke vesoljskega plovila Mercury 4

## Rojstva
- 356 pr. n. št. – Aleksander Veliki, makedonsko-grški voditelj, vojskovodja († 323 pr. n. št.)
- 1304 – Francesco Petrarca, italijanski pesnik († 1374)
- 1485 – Giovanni Battista Ramusio, italijanski geograf († 1557)
- 1662 – Andrea Brustolon, italijanski rezbar († 1732)
- 1754 – Antoine Louis Claude Destutt de Tracy, francoski filozof († 1836)
- 1774 – Auguste Frédéric Louis Viesse de Marmont, francoski maršal, guverner Ilirskih provinc († 1852)
- 1785 – Mahmud II., sultan Osmanskega cesarstva († 1839)
- 1804 – Richard Owen, angleški biolog, anatom, paleontolog († 1892)
- 1822 – Gregor Mendel, avstrijski avguštinski menih, znanstvenik in pionir genetskih raziskav († 1884)
- 1847 – Max Liebermann, nemški slikar († 1935)
- 1873 – Alberto Santos-Dumont, brazilski letalec († 1932)
- 1885 – Theodosia Burr Goodman - Theda Bara, ameriška filmska igralka († 1955)
- 1890 – Giorgio Morandi, italijanski slikar, jedkar († 1964)
- 1897 – Tadeus Reichstein, poljsko-švicarski kemik, nobelovec 1950 († 1996)
- 1919 – sir Edmund Hillary, novozelandski alpinist, raziskovalec († 2008)
- 1925:
  - Jacques Delors, francoski ekonomist, politik
  - Frantz Fanon, francoski psihiater, filozof, pisatelj, revolucionar († 1961)
  - Milan Mihelič, slovenski arhitekt in urbanist († 2021)
- 1932 – Otto Schily, nemški politik
- 1933 – Cormac McCarthy, ameriški pisatelj
- 1934 – Uwe Johnson, nemški pisatelj († 1984)
- 1938 – Natalie Wood, ameriška filmska igralka († 1981)
- 1943 – Chris Amon, novozelandski avtomobilistični dirkač († 2016)
- 1947:
  - Carlos Santana, mehiški kitarist
  - Gerd Binnig, nemški fizik, nobelovec 1986
- 1962 – Primož Ulaga, slovenski smučarski skakalec
- 1973:
  - Peter Forsberg, švedski hokejist
  - Haakon, norveški prestolonaslednik
- 1980 – Gisele Bundchen

## Smrti
- 1031 – Robert II., francoski kralj (* 972)
- 1039 – Konrad II., koroški vojvoda (* 1003)
- 1156 – cesar Toba, 74. japonski cesar (* 1103)
- 1160 – Peter Lombard, italijanski škof, teolog in filozof (* 1100)
- 1296 – Džalal ud din Firuz Hildži, delhijski sultan
- 1320 – Ošin Kilikijski, kralj Kilikijske Armenije (* 1282)
- 1332 – Thomas Randolph, škotski regent, 1. grof Moray
- 1547 – Beatus Rhenanus - Beatus Bild, nemški humanist, verski reformator, pisatelj (* 1485)
- 1824 – Maine de Biran, francoski filozof (* 1766)
- 1870 – Aasmund Olavsson Vinje, norveški pesnik, novinar (* 1818)
- 1897 – Jean Ingelow, angleška pisateljica, pesnica (* 1820)
- 1901 – William Cosmo Monkhouse, angleški pesnik, kritik (* 1840)
- 1903 – Leon XIII., papež italijanskega rodu (* 1810)
- 1908 – Demetrius Vikelas, grški športni delavec (* 1835)
- 1923 – Pancho Villa, mehiški revolucionar (* 1877)
- 1926 – Feliks Edmundovič Dzeržinski, poljsko-ruski boljševik (* 1877)
- 1937 – Guglielmo Marconi, italijanski elektroinženir, izumitelj, nobelovec 1909 (* 1874)
- 1945 – Paul Valéry, francoski pesnik (* 1871)
- 1951 – Abdulah Ibn Husein, jordanski kralj (* 1882)
- 1952 – Ferdinand Lot, francoski zgodovinar (* 1866)
- 1973 – Bruce Lee, hongkonško-ameriški filmski igralec (* 1940)
- 1990 – Sergej Josifovič Paradžanov, armenski filmski režiser (* 1924)
- 2001 – Carlo Giuliani, italijanski aktivist (* 1978)

## Prazniki in obredi
- Kolumbija – dan neodvisnosti
- Japonska – dan mornarice
- Severni Ciper – dan miru in svobode
- Rusija – dan Peruna oz. sv. Ilije